# Суїцидальна ідеація

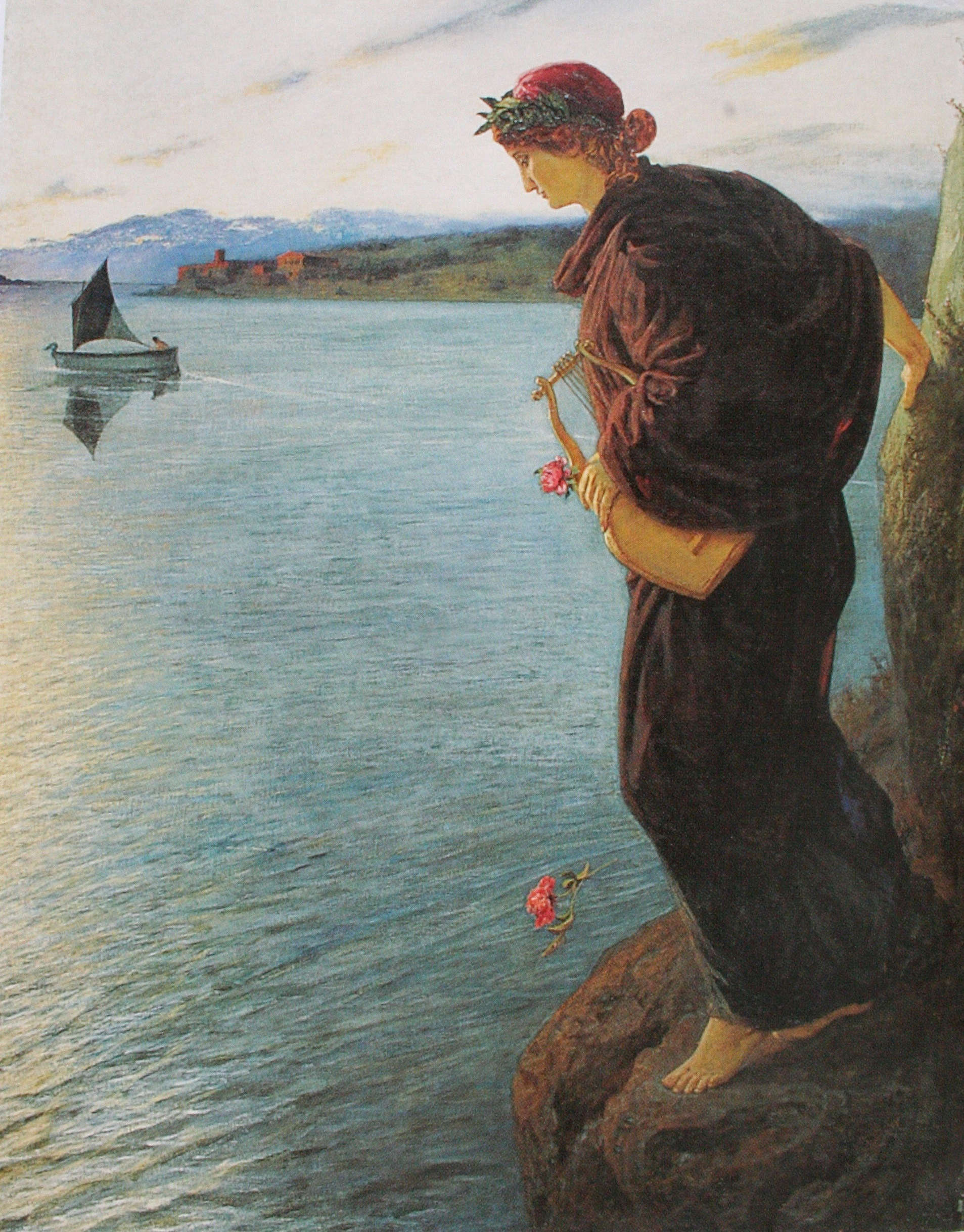
Сапфо (1897), Ернст Штюкельберг

Суїцида́льна ідеа́ція (суїцидальні думки) — спектр ідеацій про самогубство, що варіює від швидкоплинних думок до нав'язливого, обширного і деталізованого планування самогубства. Хоча більшість людей, які мають суїцидальні думки, не чинять спроб самогубства, втім суїцидальна ідеація пов'язана з підвищеним ризиком спроб самогубства та вважається попередником суїцидальної поведінки.
Протягом 2008–2009 років 3,7 % дорослого населення США повідомили, що мали суїцидальні думки за останній рік. Приблизно 2,2 мільйона людей в США повідомили, що вони склали плани самогубства у 2014 році.
Суїцидальна ідеація, як правило, пов'язана з депресією, біполярним розладом, психотичним розладом, невротичними та іншими афективними розладами, а також критичними життєвими подіями. Наприклад, у багатьох людей з емоційно нестабільним розладом особистості спостерігаються періодичні прояви суїцидальної поведінки та думок.
Суїцидальна ідеація також пов'язана з виникненням різних проявів автоагресії, в тому числі із самопошкодженням, впливом ситуацій, що загрожують здоров'ю чи життю, а також із застосуванням психоактивних речовин.

## Ознаки і сиптоми
Окрім власне думок про самогубство, існують також інші ознаки і симптоми, як от ненавмисна втрата ваги, відчуття безнадійності, незвично сильна втома, низька самооцінка, надмірна балакучість, прагнення до незначущих раніше цілей. Поява таких або подібних симптомів у поєднанні з неможливістю їх позбутися, а також можлива психологічна негнучкість — одна з ознак, які можуть свідчити про появу суїцидальних думок. Серед інших симптомів спостерігаються також:
- відчуття безнадійності;
- ангедонія;
- безсоння або гіперсомнія;
- втрата апетиту або поліфагія;
- депресія;
- важкі тривожні розлади;
- порушення концентрації уваги;
- ажитація;
- панічні атаки;
- важке і глибоке почуття провини.